# Завеса и тепих из Старог двора
Завеса и тепих из Старог двора су предмети који су се налазили у Старом двору у Београду.  

## Сведоци убистава
Ова два предмета су чинили ентеријер Старог двора у време владавине краља Александра Обреновића. У ноћи између 28. и 29. маја 1903. године дошло је до државног удара приликом којег су краљ и његова супруга краљица Драга убијени у тој згради. На краљевом телу је било 30, а на краљичином 18 рана од куршума. Тим догађајем, који се назива Мајски преврат, окончана је династија Обреновић. На њихово место потом је дошла династија Карађорђевић.
Тела краља и краљице била су умотана у завесе и бачена са дворске терасе.

## Опис
Завеса је израђена од вуне. Бордо је боје и има платнену драп поставу. Опшивена је бордо траком, док су ресе у виду кићанки везане срменом нити. На њој се и дан данас виде трагови крви.
Правоугаонасти тепих, димензија 123×183 цм, сличне је боје. На њему се налази геометријски и флорални орнаменти, а преовлађују цветови различитих нијанси.

## Чување у манастиру Враћевшница
Након убистава у Старом двору, игуман манастира Враћевшница Михаило Урошевић је у Београду откупио дворски салон краља Александра и том приликом узео крваве завесе, као и тепих. Ти предмети су се читавих девет деценија чували у том манастиру, све док 1995. године нису поклоњени горњомилановачком Музеју рудничко-таковског краја. 

## Део музејске поставке
Данас, ова два предмета су једни од најзанимљивијих експоната у сталној поставци ове установе под називом „Поклони и откупи – време династије Обреновић”. Како и сведочи сам назив, она обухвата период владавине Обреновића и представља осврт на бројне предмете који су припадали знаменитој српској династији или су из тог периода.